# 白駒榮
白駒榮（1892年—1974年），原名陳榮，號少波，廣東順德杏坛龍潭村人，著名粵劇小生表演藝術家，粵劇四大天王之一。他是著名花旦白雪仙之父。
白駒榮父親是一位普通粵劇演員。白駒榮與金山炳、靚榮、千里駒、靚次伯等人同是把戲台演唱語言從官話改為粵語的前軀。1920年代初期已有小生王之稱的白駒榮發展「四門頭二黃」（又名和尚腔和參禪腔）、「八字二黃」等的腔調和板式，使唱腔更富特色，對薛覺先、馬師曾的演唱方法有較大的影響。他更以真嗓(平喉)代替假嗓演唱，音色優美清潤，自創“白派”的演唱方式。

## 演出經歷
1911年(19歲)才加入志士班「天演台」學戲，拜男花旦鄭君可、吳有山為師。翌年，加入了由吴友山（吳有山？）所組成的民壽年班，擔任第二小生，並且跟從扎脚文學習，與他合演《仕林祭塔》、《閨留學廣》兩齣戲。不久，提為正印小生，並開始改藝名為白駒榮。演出連台本戲《太平天國》。後來曾先後加入漢天樂、華天樂、周豐年、人壽年等戲班，後來成為省港名班國豐年台柱，與小生聰、千里駒齊名。
1946年，54歲的白駒榮患上「視神經萎縮」眼病雙目失明，被迫離開舞台。1948年冬起，靠唱曲藝度日。
1954年，白駒榮擔任廣州粵劇工作團團長，期間他克服雙目失明的障礙，刻苦鍛煉，熟悉鑼鼓經和舞台部位，依靠聽覺以及與同台演員的密切配合，終於重登舞台，繼續演出達10年之久。雖雙目失明但仍塑造了不少栩栩如生的藝術形象，令人讚嘆不已。1955年加入中国共产党，成为粤剧界首个艺人党员。1956年进京演出获周恩来接见。戏剧家田汉称赞其为“中国文艺界的保尔·柯察金”。
1958年後任廣東粵劇院藝術總指導，兼任廣東粵劇學校校長。

## 八字二黄
「八字二黄」與長句二黃、長句二流等，都從原來的慢板和流水板變化而來的。粵劇的二黃腔是由徽班傳入的，它的基本板式結構和曲調特徵與鄰省劇種之南路二黃腔比較接近，特別如「慢板」、「首板」、「流水」等保留傳入時的面貌較多。

## 代表作
- 風流天子
- 再生緣
- 泣荊花
- 二堂放子
- 龜山起禍
- 選女婿
- 金生桃盒
- 客途秋恨
- 落霞孤鶩
- 海角尋香

## 家庭
白駒榮妻子姓梁，白駒榮與妻妾共育有十多名子女，當中白雪仙、白雪梅、白雪紅均曾從事粵劇表演。
- 陳棣芳：白駒榮的女兒，排行第二，與千里駒的兒子結婚。

- 陳海明：白駒榮的兒子，排行第八。

- 陳淑良（白雪仙）：白駒榮的女兒，排行第九；著名粵劇名伶。[7]

- 陳國領：白駒榮的兒子，排行第十。

- 白雪梅：白駒榮的女兒，白雪仙的同父異母妹妹。[8][9]

- 陳淑暖：白駒榮的女兒，排行十一。

- 白雪紅：白駒榮的女兒，排行十五，白雪仙的同母胞妹。2016年獲加拿大國會頒終身成就獎。[10][11][9][12]